# Escudo de Namibia
El escudo de armas de Namibia reproduce la bandera nacional. Es un escudo terciado en barra de gules bordeada de plata. En la partición superior, de azur, figura un sol de oro con doce puntas del mismo metal. La partición inferior es de sínople. En la parte superior del escudo de armas figura un águila en colores naturales. Los elementos del mencionado escudo aparecen rodeados por dos figuras (soportes, en terminología heráldica) de antílopes órices en colores naturales que representan el coraje, la elegancia y el valor. En la base vegetal aparece representada una cinta con el lema nacional “Unity, Liberty, Justice” (Unidad, Libertad, Justicia).

## Armas propuestas de 1914

Escudo de armas propuesto para África del Sudoeste Alemana, 1914.

En 1914, el gobierno alemán decidió asignar los escudos de armas a sus colonias de ultramar, incluyendo el sur de África Occidental. Las armas fueron diseñadas, pero la Primera Guerra Mundial estalló antes de finalizado el proyecto, y las armas nunca fueron tomadas realmente en uso. Las armas propuestas para el África del Sudoeste Alemana, representan la cabeza de un toro afrikáner, un diamante, y el águila imperial alemana.

## Escudo de armas (1963-1980)

Escudo de armas de África del Sudoeste (1963-1980).

En 1958, la administración del África del Sudoeste decidió que el territorio debe tener un escudo de armas oficial. Después de obtener la aprobación del gobierno sudafricano, la administración contrató al Dr. Coenraad Beyers para diseñar las armas. Se terminaron en 1961, después de ponerse en uso en 1963, y están registradas en la Oficina de Heráldica en 1964.
Las armas fueron descontinuadas, cuando el África del Sudoeste se reconstituyó en un sistema de gobierno de tres capas en 1980. La Administración para los blancos (1980-89) tomó posesión de las armas en 1981.
El blasón oficial del escudo de armas es el siguiente:
- En un campo cortinado de plata y gules, a la derecha un carnero karakul de sable y a la izquierda la cabeza y cuello de un toro afrikáner, en la base dos martillos de minería en aspa. Sobre éste, tres diamantes triangulares de plata; en el jefe un campo de plata cargado con un águila negra, a la derecha la representación del Fuerte Namutomi y a la izquierda un padrón portugués.
- Timbre: Timbra las armas un burelete de plata y gules surmontado por una gacela órice.
- Tenantes: El escudo está sujetado por dos tenantes: a la derecha una gacela saltarina y a la izquierda un kudu.
- Lema: Viribus unitis (Fuerza en la Unidad)